# Четвероевангелие на Яков Серски
Четвероевангелието на Яков Серски е средновековен илюстрован ръкопис, препис на четвероевангелие от 1354 година. Направен е в Сяр, по времето на митрополит Яков Серски, от където идва и името му.
Авторът му е монахът Калист, който преписва четвероевангелието на пергамент в съборната църква „Св. св. Теодор Тирон и Теодор Стратилат“ в Сяр в началото на септември 1354 година. Ръкописът сега е в Британската библиотека по номер Add. 39626. Четвероевангелието е богато илюстрирано, като в него нарисуван и ликът на Яков. Украсата на четвероевангелието е по византийски модел. Голямото украсено число в червено в полето е перикопно число, което показва времето през литургичната година, в което трябва да се чете пасажът. Четвероевангелието на Яков Серски е смятано за едно от най-изящните произведения на времето си.